# Poovalur
Poovalur é uma panchayat (vila) no distrito de Tiruchirappalli, no estado indiano de Tamil Nadu.

## Demografia
Segundo o censo de 2001,  Puvalur  tinha uma população de 7745 habitantes. Os indivíduos do sexo masculino constituem 50% da população e os do sexo feminino 50%. Puvalur tem uma taxa de literacia de 76%, superior à média nacional de 59.5%: a literacia no sexo masculino é de 84% e no sexo feminino é de 69%. Em Puvalur, 10% da população está abaixo dos 6 anos de idade.